# Cavellia delli
Cavellia delli är en snäckart som först beskrevs av Frank Climo 1969.  Cavellia delli ingår i släktet Cavellia och familjen Charopidae. Inga underarter finns listade i Catalogue of Life.